# 法師人尚史
法師人 尚史（ほうしと たかし、1968年4月15日 - ）は、日本の実業家。元気寿司株式会社代表取締役社長。

## 経歴
栃木県出身。栃木県立益子高等学校（現：栃木県立益子芳星高等学校）卒業。1987年（昭和62年）3月、株式会社元禄（現：元気寿司株式会社）入社。
2006年6月、グルメ杵屋取締役就任。
2007年2月に元気寿司株式会社営業本部すしおんど事業部長、2008年6月に同社取締役、2009年4月に営業推進部長、2010年4月にすしおんど・魚べい事業部長、2010年6月に同社常務取締役に就任する。2010年9月、名古屋市のラーメンチェーン「JBイレブン」の監査役に就任。2011年6月より元気寿司株式会社取締役常務執行役員を務めていた。